# イチゴの片想い
イチゴの片想い（いちごのかたおもい 原題:Tonight You Belong to Me）は1926年に発表された楽曲で、アメリカ合衆国のポップスのスタンダードナンバーである。

## 概説
作詞ビリー・ローズと作曲はリー・デイビッドが1926年に発表をし、最初の録音は1926年にバナーレコードでアーヴィング・カウフマンによって行われ、翌年の1927年にジーン・オースティンがリリースしたバージョンが最初のヒットとなった。日本では1963年にナンシー・シナトラによって大ヒットし、世界的にも多くのカバーを生んだ。映画では1979年のコメディ映画『天国から落ちた男』で挿入歌使用された。

## カバーしたアーティスト
- ナンシー・シナトラ（1963年）※日本ではシングルカットの際、"You Can Have Any Boy"とA面B面が入れ替えられた。
- ペイシェンス&プルーデンス（1957年、1963年）1957年の時は「今宵は私のもの」という邦題で発売されたが、再リリース時に「いちごの片想い」になった。
- レノン・シスターズ（1963年）※邦題は「いちごの片想い」とひらがなである。
- ザ・ハニーズ（1969）※ビーチボーイズのブライアン・ウィルソンがプロヂュースしたアイドルグループ。キャピタルレコードより発売[1]。
- シリア・ポール（1977年）アルバム『夢で逢えたら』に収録。曲名は「Tonight You Belong to Me」のまま。
- アン・ルイス（1982年）アルバム『Cheek II』に収録。曲名は現題の「TONIGHT YOU BELONG TO ME」。
- アルビンとチップマンクス　アルバム『チップマンクス・ショウ（ＣＤ/TOCP-67280）』[2]に収録
- クリスティーナ・ペリー（2019年）※アルバム「Songs For Carmella: Lullabies & Sing-a-longs」に収録。

### 日本人によるカバー
- 中尾ミエ（1963年）
- ベニ・シスターズ（1963年）
- 金井克子（1963年）
- Mi-Ke（1993年）アルバム『甦る60's 涙のバケーション』に収録。
- 渡辺満里奈（1996年）※能地祐子による日本語詞。タイトルは「ばっちりキスしましょ」。アルバム『Ring-a-Bell』に収録。